# Kapral
Kapral (od wł. caporale – dowódca) – w Wojsku Polskim pierwszy stopień wojskowy w korpusie podoficerów młodszych. Niższym stopniem jest starszy szeregowy specjalista (od 2022), a wyższym starszy kapral. W skali stopni wojskowych armii NATO odpowiada randze: OR-02.

## Polska
Podoficer o tym stopniu w WP pełni najczęściej służbę na stanowisku dowódcy drużyny (działonu, załogi, obsługi, radiostacji). W Marynarce Wojennej odpowiednikiem stopnia kaprala jest mat.
W okresie II RP stopień kaprala był przewidziany zarówno dla podoficerów zasadniczej służby wojskowej (w tym nadterminowej) jak i dla podoficerów zawodowych. 3 sierpnia 1927 weszło w życie obwieszczenie ministra spraw wojskowych z dnia 15 lipca 1927 w sprawie ogłoszenia jednolitego tekstu ustawy z dnia 18 lipca 1924 o podstawowych obowiązkach i prawach szeregowych Wojska Polskiego, na mocy którego ustanowiono między innymi stopień kaprala oraz równorzędne mu stopnie: żandarma w żandarmerii i podmajstrzego wojskowego. 27 marca 1933 weszło w życie rozporządzenie ministra spraw wojskowych z dnia 17 marca 1933 w sprawie wykonania rozporządzenia Prezydenta Rzeczypospolitej z dnia 7 października 1932 o służbie wojskowej podoficerów i szeregowców, w którym (§273) stwierdzono między innymi, że stopnie wojskowe żandarma i starszego żandarma odpowiadały stopniom kaprala i plutonowego.
W Siłach Zbrojnych PRL należał do grupy podoficerów młodszych.
Stopień kaprala występuje również w Straży Granicznej, Służbie Więziennej, Służbie Ochrony Państwa oraz Agencji Bezpieczeństwa Wewnętrznego. Odpowiednikiem tego stopnia w Państwowej Straży Pożarnej jest sekcyjny.
W policji odpowiednikiem tego stopnia jest sierżant Policji.

## Inne kraje
Kapral (ang. corporal) w Armii Brytyjskiej British Army jest stopniem podoficerskim, w odróżnieniu od WP – drugim w kolejności w British Army, tak samo jak i w Royal Marines. Stopień kaprala znajduje się między stopniami lance corporal a sergeant. Stopień kaprala to dwa znaki w kształcie litery V (jest określany też jako „dwa haczyki” lub bardziej popularne – dwa paski na rękawie). Rola kaprala jest zależna od pułków/batalionów, jednak zazwyczaj kapral dowodzi 8-osobową drużyną, a jego zastępcą jest lance corporal (jako 2IC – second In command). Gdy drużyna podzieli się na dwie sekcje, każdy przejmuje dowództwo nad jedną z nich. W królewskich korpusach pancernych, kapral jest  dowódcą czołgu. Obowiązki kaprali często przypominają te, które wykonują sierżanci a nawet st. sierżanci w US Army, dlatego też uważa się, że kaprale są kręgosłupem Armii Brytyjskiej. W koszarach kapral ma bardzo szeroki zakres obowiązków.

## Historia
Kapral pojawił się w średniowiecznej Europie Zachodniej jako dowódca samodzielnego oddziału wojsk najemnych. Od połowy XVI wieku był już tylko dowódcą najmniejszego pododdziału – drużyny.
W armii Maurycego Orańskiego i Gustawa Adolfa, a później w innych armiach europejskich był podoficerem kierującym ogniem czterech rot (czyli rzędów) muszkieterskich lub częścią kompanii pikinierów (kapralstwo, półpluton). W Polsce nazwa kaprala pojawiła się w XVII wieku wraz z wprowadzeniem autoramentu cudzoziemskiego.

## Oznaczenia
Oznaczeniem stopnia w Wojsku Polskim są dwie poziome belki w kolorze srebrnym na naramiennikach i otoku czapki.
Zgodnie z przepisami ubiorczymi żołnierzy Wojska Polskiego z 1972 roku kapral nosił na przodzie otoku czapki garnizonowej wykonane z taśmy dystynkcyjnej dwa paski długości 3 cm i szerokości 5 mm; odstęp między paskami wynosił 2 mm; na naramiennikach kurtek dwa paski szerokości 8 mm podwinięte obydwoma końcami pod naramiennik (po 1 cm), pierwszy naszyty w odległości 2 cm od miejsca wszycia rękawa, a drugi 4 mm od pierwszego, w kierunku guzika naramiennika.
Przepisy ubiorcze żołnierzy Sił Zbrojnych w czasie pokoju z 1952 roku na naramiennikach kurtki, bluzy i płaszcza nakazywały kapralowi nosić dwa paski w odstępach 4 mm z taśmy koloru matowosrebrnego szerokości 9 mm, z biegnącymi po obu stronach żyłkami koloru czerwonego w wojskach lądowych, a w wojskach lotniczych koloru chabrowego o szerokości 1 mm.
W myśl Przepisu Ubioru Polowego Wojsk Polskich r. 1919 na naramiennikach kurtki i płaszcza z tasiemki wełnianej karmazynowej szerokości 0,5 cm naszyte w poprzek naramiennika przeciętnie w połowie jego długości dwa paski w odległości 1 cm jeden od drugiego.
W Armii Księstwa Warszawskiego oznaką stopnia były 2 żółte paski.
W Legionach Polskich we Włoszech oznaką stopnia były 2 tasiemki na rękawie.
W Wojsku polskim w okresie Sejmu Wielkiego i w wojsku Kościuszki oznaką stopnia był 1 galon na mankietach i 1 galon na kołnierzu.